# Harvard-Smithsonian Center for Astrophysics

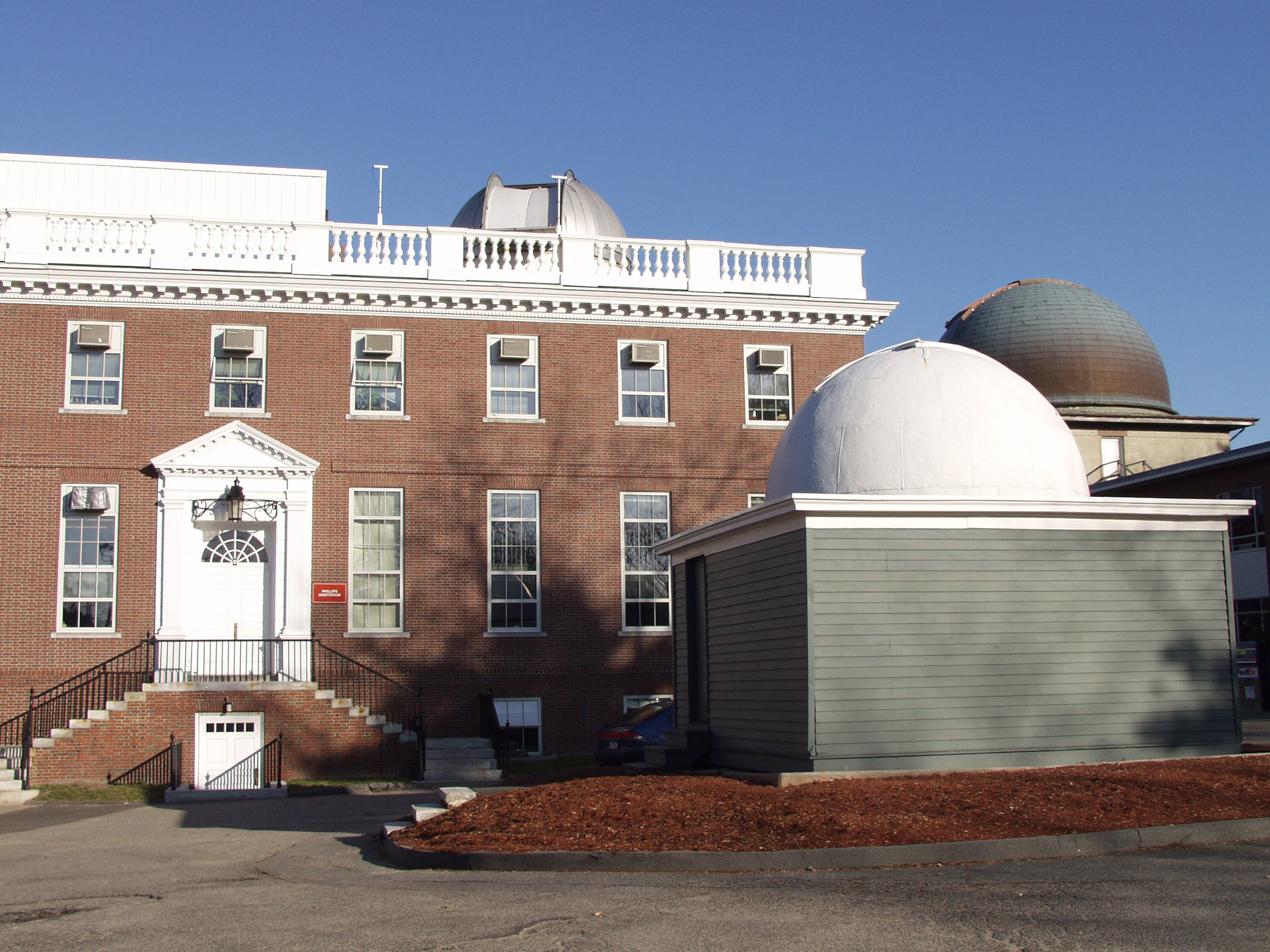
Harvard-Smithsonian Center for Astrophysics

Das Harvard-Smithsonian Center for Astrophysics (CfA) besteht aus dem Harvard-College-Observatorium und dem Smithsonian Astrophysical Observatory. Es hat seinen Sitz in Cambridge (Massachusetts).
Gegründet wurde das Zentrum 1973 als Joint Venture zwischen der Smithsonian Institution und der Harvard-Universität. Es gilt heute als eines der weltweit größten Forschungsinstitute für Astrophysik. Aufgabe der Einrichtung ist es Wissen und Verständnis über das Universum mittels Forschung und Ausbildung in Astronomie und Astrophysik weiterzuentwickeln. Von 1982 bis 2004 war Irwin I. Shapiro Direktor des CfA, seit 2004 wird es von Charles R. Alcock geführt.